# Roncador stearnsii
Roncador stearnsii är en fiskart som först beskrevs av Steindachner, 1876.  Roncador stearnsii ingår i släktet Roncador och familjen havsgösfiskar. IUCN kategoriserar arten globalt som livskraftig. Inga underarter finns listade i Catalogue of Life.